# Czardas (Vittorio Monti)
Pour les articles homonymes, voir Csárdás.
La Czardas (de manière rare Csárdás) est une composition de musique classique du compositeur italien Vittorio Monti (1868-1922). Il s'agit d'une rhapsodie pour violon et orchestre composée en 1904 et inspirée par la csárdás, une danse hongroise. C'est de loin la pièce la plus connue de Vittorio Monti.

## Histoire

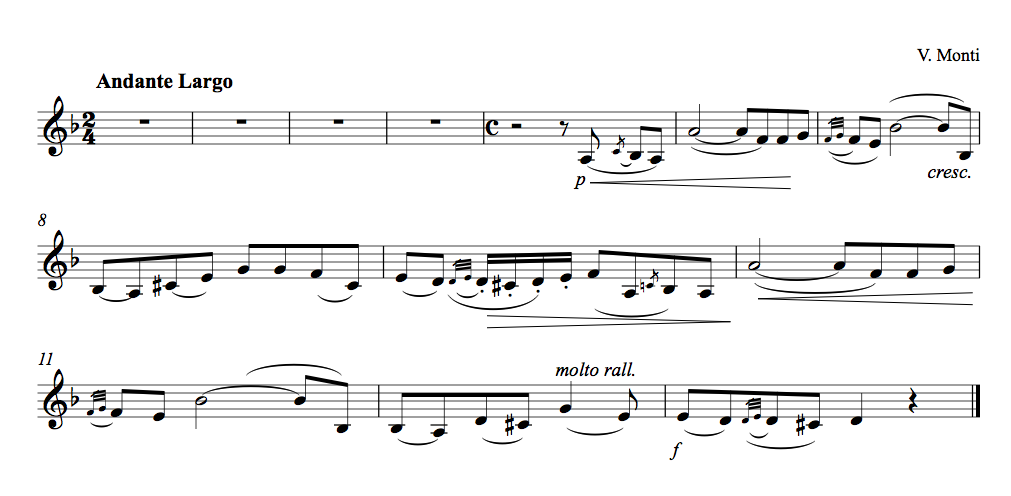
Les 13 premières mesures de l'œuvre.

Cette œuvre, composée à Paris par le compositeur napolitain Vittorio Monti, et dédiée à Mlle Juliette Dantin, est inspirée par la csárdás, une danse hongroise bien connue du folklore hongrois, ainsi que par la musique tzigane et slave, à l'image entre autres du Caprice n°24 de Niccolò Paganini de 1817, ou des Danses hongroises de Johannes Brahms de 1869. 
Composée à l'origine pour violon et orchestre, de multiples arrangements ont été réalisés.

## Structure
L'œuvre est composée de sept sections, avec des enchaînements de brusques changements de tempos lents et rapides, typiques du folklore musical hongrois, tzigane, et salve, allant du pianissimo au fortissimo, de la mélancolie profonde, à la passion enflammée, à l’allégresse, à la joie frénétique... :
1. Andante - Largo
2. Allegro vivo
3. Molto meno
4. Meno, quasi lento
5. Allegro vivace
6. Allegretto
7. Molto piu vivo

## Reprise
L'une des phrases musicales de la Czardas est répétée plusieurs fois au tout début de la chanson Alejandro (2009) de Lady Gaga.